# Alienosternus simplex
Alienosternus simplex är en skalbaggsart som beskrevs av Martins 1976. Alienosternus simplex ingår i släktet Alienosternus och familjen långhorningar. Inga underarter finns listade i Catalogue of Life.